# Spoorlijn Nykøbing Falster - Nakskov
De spoorlijn Nykøbing Falster - Nakskov (Deens: Lollandsbanen) is een lokale spoorlijn van het eiland Falster in Denemarken.

## Geschiedenis
Reeds in 1865 was er een spoorlijn op Lolland. Ingenieur GVA Kröhnke uit Glückstadt kreeg de concessie voor een spoorlijn van Nykøbing Falster op het eiland Falster naar Rødby op het eiland Lolland. Ondanks dat gebeurde er weinig tot Carl Frederik Tietgen na diverse problemen met het werven van kapitaal de concessie verkreeg voor de aanleg van een lijn van Nykøbing Falster naar Nakskov, met een aftakking van Maribo naar Rødby.

## Huidige toestand
De treindienst wordt sinds 1 januari 2009 uitgevoerd door de Deense spoorwegmaatschappij Regionstog.